# Gäddtjärnarna (Gällivare socken, Lappland, 747354-171263)
Gäddtjärnarna är en sjö i Gällivare kommun i Lappland och ingår i Kalixälvens huvudavrinningsområde. Gäddtjärnarna ligger i Lina fjällurskog Natura 2000-område.